# Regionales Schutzgebiet Cordillera Escalera
Das Regionale Schutzgebiet Cordillera Escalera (span. Área de Conservación Regional Cordillera Escalera) befindet sich in der Region San Martín in Nord-Peru. Das Schutzgebiet wurde am 25. Dezember 2005 durch das Dekret D.S. Nº 045-2005-AG eingerichtet. Die Regionalregierung von San Martín ist die für das Schutzgebiet zuständige Behörde. Die staatliche Naturschutz-Agentur Servicio Nacional de Areas Naturales Protegidas por el Estado (SERNANP) hat eine beratende Funktion. Das Schutzgebiet besitzt eine Größe von 1498,7 km². Es dient der Erhaltung des tropischen Nebelwaldes der Cordillera Escalera und damit einem Ökosystem endemischer und bedrohter Pflanzen- und Tierarten. Es wird in der IUCN-Kategorie VI als ein Schutzgebiet geführt, dessen Management der nachhaltigen Nutzung natürlicher Ökosysteme und Lebensräume dient.

## Lage
Das Schutzgebiet erstreckt sich über Teile des namengebenden vorandinen Gebirgszugs Cordillera Escalera, der Teil der peruanischen Ostkordillere ist. Das Gebiet liegt 5 km nordöstlich der Stadt Tarapoto. Es erstreckt sich über Teile der Distrikte Chazuta, La Banda de Shilcayo, Shapaja und San Antonio in der Provinz San Martín sowie Barranquita, Caynarachi, San Roque de Cumbaza und Pinto Recodo in der Provinz Lamas. Durch den Osten des Schutzgebietes führt die Nationalstraße 5N (Tarapoto–Yurimaguas).

## Ökosystem
Das Gebiet bietet Lebensraum für verschiedene endemische und bedrohte Tier- und Pflanzenarten. Bei den Säugetieren wären zu nennen: der Brillenbär (Tremarctos ornatus), der Braune Wollaffe (Lagothrix lagotricha), der Jaguar (Panthera onca), der Puma (Puma concolor) und der Großmazama (Mazama americana). Zu den im Gebiet lebenden Vogelarten gehört der Gelbbrauenarassari (Aulacorhynchus huallagae), der Graukehl-Ameisenfänger (Herpsilochmus parkeri), der Peruanerkauz (Xenoglaux loweryi), der Soldatenara (Ara militaris), die Rotaugenente (Netta erythrophthalma) und der Andenfelsenhahn (Rupicola peruvianus). Außerdem kommt in dem Gebiet die Froschgattung der  Baumsteiger (Dendrobates) vor.
In dem Schutzgebiet wachsen zahlreiche Waldpflanzen, darunter Bromeliengewächse, Helikonien und Orchideen.
Zu nennen wäre die Palmenart Dictyocaryum ptarianum, Cedrelinga cateniformis und Inga aus der Unterfamilie der Mimosengewächse, Dacryodes aus der Familie der Balsambaumgewächse, Iryanthera aus der Familie der Muskatnussgewächse, Nectandra aus der Familie der Lorbeergewächse sowie Coussapoa aus der Familie der Brennnesselgewächse.